# 聖安東尼奧德格拉
18°33′N 69°42′W / 18.550°N 69.700°W
聖安東尼奧德格拉（西班牙語：San Antonio de Guerra），是多明尼加共和國的城鎮，位於該國北部，由聖多明哥省負責管轄，面積288.25平方公里，2012年人口102,586，人口密度每平方公里360人。